# Mitrephora thorelii
Mitrephora thorelii là loài thực vật có hoa thuộc họ Na. Loài này được Pierre mô tả khoa học đầu tiên năm 1881.